# Prodicasia
La prodicasia (in greco antico: προδικασία?, "udienza"), nel diritto greco, o perlomeno ateniese, era una sorta di udienza preliminare, precedente al processo vero e proprio. Durante le prodicasie, di norma tre, le parti presentavano le argomentazioni che erano intenzionate ad utilizzare nel processo.